# Средник (река)
Средник — река в Рязанской области России, правый приток Оки. Длина реки составляет 52 км, площадь водосборного бассейна — 619 км².

## Данные водного реестра
По данным государственного водного реестра России относится к Окскому бассейновому округу, водохозяйственный участок реки — Ока от города Рязань до водомерного поста у села Копоново, без реки Проня, речной подбассейн реки — бассейны притоков Оки до впадения Мокши. Речной бассейн реки — Ока.
Код объекта в государственном водном реестре — 09010102212110000026154.

### Притоки
(указано расстояние от устья)
- 8 км: река Мильчус (лв)
- 24 км: река Лубонка (пр)
- 36 км: река Чуфистовка (лв)